# Shopper Marketing
Shopper Marketing umfasst die Planung, Durchführung und Auswertung aller Werbemaßnahmen eines Herstellers oder Händlers, um einen in der entsprechenden Produkt- oder Dienstleistungskategorie grundsätzlich kaufbereiten Adressaten unter Berücksichtigung von empirisch ermittelten oder argumentativ erschlossenen Einkaufsverhalten und Konsumbedürfnissen zur positiven Kaufentscheidung zu führen.

## Diskussionsstand
Die obenstehende Begriffsbestimmung ist als Arbeitsdefinition zu verstehen, die wichtige Aspekte zusammenfasst, jedoch keinen Anspruch auf Vollständigkeit erhebt. So muss offenbleiben, ob Shopper Marketing auch auf Business-to-Business Kommunikation (B-to-B) angewandt werden kann. Zahlreichen Begriffen wie „Shopper Insights“ und „Shopper Journey“ fehlen präzise, allgemein akzeptierte Definitionen. Auch die Trennung zwischen „Klassischer Werbung“ und „Shopper Marketing“ ist bisher nicht hinreichend beschrieben worden.

## Grundlagen des Shopper Marketings

### Eigenständiger Marketingansatz
Einigkeit besteht in der entsprechenden Literatur darüber, dass der Begriff Shopper Marketing nur sinnvoll genutzt werden kann, wenn er als eigenständiger, umfassender Marketingansatz verstanden wird. Es handelt sich also nicht um einen Kanal (POS-Kommunikation) oder eine Sammlung von Umsetzungsdisziplinen (Rabattaktion, Couponing, Zugabe, Gewinnspiel):

„[Shopper Marketing] ist eher ein übergreifendes Marketing-Konzept […], das eine Vielzahl abgestimmter Maßnahmen und Marketing-Tools unter einem strategischen Dach formiert.“

### Perspektivwechsel: Verhalten und Bedürfnisse des Shoppers im Fokus
Grundlegend für diesen Marketingansatz ist der Perspektivwechsel von einem produkt- und serviceorientierten Kommunikationsverständnis der Hersteller sowie des Handels, bei dem aus der anbietereigenen Binnensicht Vorteile und Leistungsfähigkeit eines Angebots hervorgehoben werden, hin zu einem Marketingansatz, der zunächst verstehen möchte, wie ein Shopper, das „kaufende Wesen“ einkauft und welche Bedürfnisse ihn dabei antreiben.

### Historischer Rahmen
Die „Entdeckung“ des Shoppers als einem Adressaten mit spezifischen Bedürfnissen und Verhaltensweisen folgt historisch auf das Bemühen um eine kooperative Zusammenarbeit zwischen Hersteller und Handel ab den 1990er Jahren. Dabei ging es zunächst um „effizienten Warennachschub und Sortimentsplanung“ sowie um abgestimmte „Absatzförderung und Produktneueinführungen“.
Als die Möglichkeiten dieser Maßnahmen erschlossen waren, begann insbesondere Procter & Gamble um die Mitte der 2000er Jahre, das Kundenverhalten während des Kaufprozesses näher zu beleuchten. Es zeigte sich, dass überraschend viele Kaufentscheidungen erst am Point-of-Sale getroffen werden, Klassische Werbung also wahrgenommen wird, aber „am Regal“ wenig Wirkung entfaltet. Aktuell muss man immer noch davon ausgehen, dass kategorieübergreifend rund 70 % der Kaufentscheidungen (FMCG) im Laden getroffen werden.
Vor diesem Hintergrund begann Procter & Gamble die Kaufentscheidung als „Moment of Truth“ hervorzuheben und den Kunden in einem separaten Marketingansatz als „Shopper“ zu betrachten, den man mit spezifischen Kommunikationsmaßnahmen auf seinem Weg vom ersten Kaufinteresse bis zur konkreten Kaufentscheidung begleiten möchte.

## Begriff Shopper
Shopper Marketing ergänzt den potenziellen Konsumenten als etablierten Adressaten von Werbemaßnahmen um eine weitere gleichberechtigte „Zielperson“: den Shopper. Diese Sichtweise ist unmittelbar plausibel, wenn „Konsument“ und „Shopper“ nicht dieselben Personen sind. So wendet sich die Werbung für Babywindeln an Eltern als Kaufentscheider, obwohl ihre Kinder die Konsumenten sind. Ähnliches gilt für Tiernahrung. Auch hier muss die Kommunikation den Halter und nicht den Hund überzeugen.
In den meisten Fällen ist die Trennung von Konsument und Shopper jedoch modellhaft. Sie dient den Marketingtreibenden zur präzisen Definition von Kommunikationsaufgaben.
Während die klassische Markenkommunikation beim Konsumenten Aufmerksamkeit für und Identifikation mit einer Marke fördern will, beginnt Shopper Marketing, wenn der potenzielle Kunde in den Prozess der Kaufentscheidung eintritt.
Für diesen Shopper müssen Hersteller und Handel Werbebotschaften so formulieren, gestalten, platzieren, dass er Impulse erhält, die ihn zum konkreten Kauf führen.
Spezifische Shopper-Impulse beginnen bei der Förderung von Sichtbarkeit und Orientierung am digitalen oder analogen POS und reichen von der Kommunikation des einen Arguments, das zielgruppenspezifische Kaufbarrieren ausräumen soll, bis zu den unterschiedlichen Aktivierungsformen (Preisrabatte, Gewinnspiele, Zugaben).

## Begriff Shopper Journey
Shopper Marketing war zunächst auf die Optimierung von Produktaktionen am POS (vor allem Supermärkte und Lebensmitteleinzelhandel) ausgerichtet. Im Mittelpunkt stand und steht hier die Präsentation von Produkten am Regal (Erstplatzierung) oder durch Zweitplatzierungen (temporäre Aktionsdisplays). Bei größeren Aktivierungen werden auch die übrigen Werbemöglichkeiten auf dem Weg in die Produktkategorie berücksichtigt.

### Shopper Journey Instore
Durch die Abstimmung aller Werbemaßnahmen entstand die Idee einer konzertierten „Shopper Journey“, die noch vor dem Shop-Besuch – zum Beispiel durch die Lektüre eines Handzettels oder eines Radiospots beginnt – ggf. über das Großplakat auf dem Kundenparkplatz, entlang der Werbeflächen im Eingangsbereich und über die Aktionsfläche des Marktes ans jeweilige Produktregal führt.
An jedem Kontaktpunkt des Shoppers mit der POS-Aktivierung (= Touchpoint) soll die Aktion wiedererkennbar und einheitlich kommuniziert werden. Die Forschungen zum Einkaufsverhalten ergaben allerdings, dass die Shopper an den unterschiedlichen Touchpoints unterschiedlich aufnahmefähig sind. Dies berücksichtigt die Planung der Shopper Journey, indem die Werbemaßnahmen zunächst plakativer und aufmerksamkeitsstärker gestaltet werden, um dann im Moment der Kaufentscheidung die als faktisch überzeugend angenommenen Botschaften in den Vordergrund zu stellen (z. B. 25 % mehr Inhalt, 100 % natürliche Inhaltsstoffe).

### Shopper Journey als Kreislauf
Seit Internetrecherchen von der überwiegenden Zahl der Shopper genutzt werden, hat sich das Verständnis der „Shopper Journey“ erweitert. Immer wichtiger wird die Vorbereitung des Shopping-Trips durch digitale Recherchen. Daher umfasst der Journey-Begriff nun:
- ZMOT = Zero-moment-of-truth: Information per Internet und Social-Media-Kanälen
- FMOT = First-moment-of-truth: Shopping-trip und konkrete Kaufentscheidung
- SMOT = Produktnutzung und Austausch über das Produkt

Diese Phasen werden heute als Kreislauf gesehen. Auch während des Produkterlebnisses nach dem Kauf ist der Kunde also nicht allein Konsument. Seine Erfahrung beeinflussen sein Verhalten als grundsätzlich (wieder-)kaufbereiter Shopper.

## Shopper Marketing in der Praxis
„Shopper Marketing bedeutet mehr als `bunte Pappen' im Handel.“

Seit Mitte der 2000er Jahre wird der Marketing-Ansatz diskutiert und globale Hersteller arbeiten – durchgehend, wenn auch unter verschiedenen Namen und internen Zuordnungen – mit Marketing-Teams, die für die Planung sowie Umsetzung von POS-spezifischen Kommunikationsmaßnahmen verantwortlich sind. Ihnen stehen überwiegend spezialisierte Agenturen oder Agenturabteilungen zur Seite. Nach etwa 15 Jahren kann die Arbeit für den Shopper als ein etablierter Marketingansatz betrachtet werden.
Da die meisten Unternehmen auf isolierte Aktivierungen setzen und die – historisch das Shopper Marketing begründende – Datenbasierung vernachlässigen, gibt es kaum Praxisbeispiele, die dem Potenzial der theoretischen Ansätze Raum geben:
„[Ich sehe] die Entwicklungsrichtung für den Point-of-Sale: In der Synthese aus klassischer und nicht-klassischer Werbung, in langfristig angelegten und auf Shopper Research und Retail Insights basierten Shopper Marketing-Programmen.“

### Entwicklung einer Shopper Marketing Aktion
Meist sind Shopper Marketing Projekte auf eine Aktivierung (auch als Initiative oder umgangssprachlich als Promotion bezeichnet) ausgerichtet. Dabei wird zunächst eine Umsetzungsmechanik bestimmt. Dies kann ein Couponing, ein Sofortrabatt, eine 2-für-1-Aktion, eine limitierte Produktedition, eine GRATIS-Zugabe oder die begleitende Durchführung eines Gewinnspiels sein.
Im Anschluss wird die Kommunikation, in der Regel anhand eines „Key-Visuals“, das das Aktionsmotiv, inklusive Headline und grafischer Gestaltung festlegt, entwickelt.
Nach Abstimmung des Key-Visuals erfolgt der Aufbau der einzelnen Kommunikationselemente, die Produktion und Auslieferung.

### Umsetzungsformen und Einsatzfelder
Gegenwärtig führt die Arbeit des praktischen Shopper Marketings zur Planung, Umsetzung uns Auswertung der folgenden Kommunikationsmaßnahmen (Liste ohne Anspruch auf Vollständigkeit):

#### Instore-Elemente
- Schaufenstergestaltungen
- POS-Materialien (Plakate, Bodensticker, Aufsteller)
- Zweitplatzierungen (temporäre, semi-temporäre Produktdisplays)
- Regalkommunikation (Regalschienen, Wobbler, Fahnen etc.)
- Handzettel, Aktionsbroschüren
- Artikel und Anzeigen in Händlermagazinen

#### Regal- und Kategoriegestaltungen
- Händlerspezifisch
- Markenspezifisch

#### Digitale-Elemente für Online- und Instore-Aktionen
- Aktionswebsites
- Banner (Publikumsportale und Händlerseiten)
- Social Media Aktionen
- Social Media Ads